# Голубой Факел
Голубой Факел — посёлок в Домбаровском районе Оренбургской области в составе Домбаровского сельсовета.

## География
Находится на расстоянии примерно 18 километров по прямой на северо-запад от районного центра поселка Домбаровский.

## Климат
Климат резко континентальный. Зима, как правило, малоснежная, суровая, холодная. Самый холодный месяц — январь. Средняя температура января −16,5…−17 °C. Осадки за холодный период года (с ноября по март) составляют около 100 мм. Снежный покров устанавливается в середине ноября и исчезает в конце апреля. Высота снежного покрова менее 30 см. Весна развёртывается интенсивно. Быстро нарастает температура и прогревается земля. Безморозный период в среднем составляет 120—135 дней. Лето жаркое, начало обычно засушливое. Средняя температура июля +21,8 °C. Максимальная температура может доходить до +42 °C. Осадки за тёплый период года (с апреля по октябрь) составляют около 100—250 мм. Осенью начинаются утренние заморозки. Понижение температур происходит неравномерно. В конце октября температура опускается ниже нуля.

## История
Основан посёлок в 1963 году в связи со строительством компрессорной станция КС-15 Домбаровского райуправления газопровода «Бухара-Урал». В 1978 году райуправление газопровода реорганизовано в ЛПУ, которое занимается обслуживанием газопровода протяжённостью более 1000 км.

## Население
Постоянное население составляло 824 человека в 2002 году (русские 63 %), 865 человек в 2010 году.